# فرديناند شورنر
الفيلدمارشال  فرديناند شورنر  الشهير بـ  شورنر الدموي  (12 يونيو 1892 - 2 يوليو 1973) قائد عسكري ألماني شارك في الحربين العالميتين الأولى والثانية.
التحق شورنر بالجيش الألماني في عام 1912، وشارك في الحرب العالمية الأولى كملازم وشارك خلالها في الهجوم الألماني/النمساوي - المجري على كابوريتو عام 1917. خلال الحربين العالميتين، شارك في تأهيل قوات الصاعقة الألمانية.
أحرز شورنر ناجحًا كبيرًا خلال عملية الغزو الألماني لبولندا عام 1939 من خلال قيادته لفوج الجبال 98. خلال حملة البلقان، تولى قيادة فوج الجبال السادس، وحصل على صليب الفارس لدوره في اختراق خط ميتاكاس، ثم شارك مع نفس الفوج في عملية بارباروسا. وفي عام 1942، تولى قيادة فيلق الجبال التاسع عشر، أحد وحدات القوات الألمانية في فنلندا، وشارك معه في الهجوم الفاشل على ميورمانسك.
في وقت لاحق، تولى قيادة فيلق الدبابات الأربعين من نوفمبر 1943 إلى يناير 1944. وفي مارس 1944، تولى قيادة مجموعة جيوش أ، ثم قيادة مجموعة جيوش جنوب أوكرانيا في مايو، وتعرضت مجموعته لخسائر فادحة أثناء الانسحاب من القرم. وخلال أواخر ربيع عام 1944، قاد شورنر مجموعته في سلسلة من المعارك الدفاعية لتحقيق الاستقرار في الجبهة المتداعية في جنوب نهر دنيستر في رومانيا.
في يوليو 1944، أصبح شورنر قائدًا لمجموعة جيوش الشمال، والتي تم تغيير اسمها في وقت لاحق مجموعة جيوش كورلاند حتى يناير 1945، عندما نقل ليتولى قيادة مجموعة الجيوش المركزية، التي تولت الدفاع عن تشيكوسلوفاكيا وعلى طول الروافد العليا لنهر الأودر. وفي 4 أبريل 1945، تمت ترقيته إلى رتبة الفيلدمارشال، ليصبح قائدًا عامًا للجيش الألماني بحسب وصية هتلر الأخيرة، وبقي في هذا المنصب حتى استسلام الرايخ الثالث في 8 مايو 1945. في الواقع، فقد تابع قيادة مجموعة الجيوش المركزية، لأنه لم يجد من يشغل قيادتها، كما لم يكن له أي تأثير ملحوظ في الأيام الأخيرة للرايخ. بعد استسلام النازيون هرب شورنر إلى النمسا، وهناك قبض عليه الأمريكيون في 18 مايو، وسجن.
أعاد السوفييت اعتقال شورنر في أغسطس 1951، بتهمة القيام بجرائم حرب ضد الاتحاد السوفييتي، وحكم عليه بالسجن لخمس وعشرين عام في فبراير 1952، ثم خفضت للنصف بقرار من مجلس السوفييت الأعلى في أبريل 1952. ثم تم تسليمه لألمانيا الشرقية في ديسمبر 1954 التي سمحت له بمغادرة لألمانيا الغربية في عام 1958، وهناك ألقي القبض عليه ووجهت إليه تهمة الإعدام غير القانوني لجنود الجيش الألماني الفارين، وأدين وحكم عليه بالسجن لأربع سنوات ونصف السنة، والتي قضاها وأطلق سراحه في عام 1963، وعاش في ميونيخ حتى وفاته في عام 1973.

## وصلات خارجية
- فرديناند شورنر على موقع مونزينجر (الألمانية)